# イル・ビゾンテ・フィレンツェ
イル・ビゾンテ・フィレンツェ（Il Bisonte Firenze）は、イタリアのトスカーナ州フィレンツェを本拠地とするスポーツクラブチームであり、2024/25シーズンはイタリアセリエAのA1に所属している。

## 歴史
1975年にVolleyball Arci San Cascianoとして設立。当初はユースチームに重点を置いて活動していた。1986年にチーム名をAzzurra Volley San Cascianoとし、セリエB2に到達。2002年にセリエB1リーグへ昇格。2004年にメインスポンサーが見つかり、チーム名をIl Bisonte Azzurra Volley San Cascianoとした。2011/12シーズンにセリエB1で優勝を果たし、2012/13シーズンよりセリエA2リーグへ昇格。2013/14シーズンにセリエA2リーグで準優勝した。2014/15シーズンからはセリエA1リーグへの昇格を果たし、ホームアリーナをネルソン・マンデラ・フォーラムに変更した。初年度のリーグでは10位となった。2016/17シーズンセリエA1リーグでは8位、2018/19、2020/21シーズンのセリエA1リーグ7位と徐々に成績を安定させている。

## 主な成績
セリエA
- 2018/19シーズン、2020/21シーズン - 7位
- 2016/17シーズン、2021/22シーズン - 8位

## 登録選手
2024-25年シーズンの登録選手は次の通り。
| 背番号 | 国籍/名前                  | ポジション           | 身長 | 備考       |
| ------ | -------------------------- | -------------------- | ---- | ---------- |
| 1      | Nausica Acciarri           | ミドルブロッカー     | 1.86 |            |
| 3      | アドゥオルジョク・マルアル | オポジット           | 1.90 |            |
| 4      | ボジャナ・ブティガン       | ミドルブロッカー     | 1.90 |            |
| 6      | ジュリア・レオナルディ     | リベロ               | 1.64 | キャプテン |
| 7      | Ilaria Battistoni          | セッター             | 1.74 |            |
| 8      | インディ・バイエンス       | ミドルブロッカー     | 1.93 |            |
| 9      | Marina Giacomello          | オポジット           | 1.90 |            |
| 10     | ステラ・ネルビーニ         | アウトサイドヒッター | 1.84 |            |
| 11     | Giulia Mancini             | ミドルブロッカー     | 1.84 |            |
| 13     | Manuela Ribechi            | リベロ               | 1.70 |            |
| 17     | Bianca Lapini              | アウトサイドヒッター | 1.83 |            |
| 18     | Emma Cagnin                | アウトサイドヒッター | 1.86 |            |
| 19     | Beatrice Agrifoglio        | セッター             | 1.78 |            |
| 21     | ハンナ・ダヴィスキバ       | アウトサイドヒッター | 1.88 |            |
| 33     | マルタ・ベキス             | セッター             | 1.81 |            |

## 主な歴代所属選手
| - バレンティーナ・ティロッツィ - キアラ・ディウリオ - インドレ・ソロカイテ - ベアトリーチェ・パロッキアーレ - カルロッタ・カンビ - アリス・デグラディ - シルビア・ヌワカロール - テリー・エンウェオンウ - サラ・ファール - ハンナ・タップ - チアカ・オグボグ - ラーマット・アルハッサン - ケンドール・キップ | - ナターシャ・クルスマノビッチ - ティヤナ・マレセビッチ - ナジャ・ニンコビッチ - ミナ・ポポビッチ - セナ・ウーシッチ - イバナ・ミロシュ - イルカ・ファンデフェイフェル - セリーヌ・ファンヘステル - ブリット・ヘルボッツ - テレサ・バンジュロバ - オジナ・バイラモワ - アナスタシア・クライドゥバ - アマンダ・マリーヌ・シルベス | - ラウラ・ダイケマ - イフォン・ベリエン - ニカ・ダールデロップ - ジョリエン・クノレマ - ヤナ・ポル - ルイーザ・リップマン - リナ・アルスマイヤー - ステファニー・エンライト - ダリ・サンタナ - エミリー・マグリオ - アレクサンドラ・ラジック - 橋本直子 - 石川真佑 |